# Medicinsk turisme
Medicinsk turisme betegner rejser til udlandet for at opsøge hospitals- og sundhedsservice kombineret med sundhed- og sygdomsbehandlinger af varierende karakter. Klienten (den rejsende) og udbyderen af den ønskede behandling (læge, klinik el. hospital) anvender ofte informelle kanaler til kontakt og kommunikation (først og fremmest internettet), mens der ofte er meget begrænset offentlig indsigt, ligesom der ligeledes ofte kun inddrages juridisk assistance og rådgivning i yderst begrænset omfang. 
Den primære begrundelse for at de pågældende søger en løsning uden for deres eget land (eksempelvis uden for Danmark), er enten at de pågældende søger en billigere løsning end det eksempelvis er muligt på et dansk privathospital (det økonomiske incitament) eller for at undgå lange ventelister  (usikkerhed i forbindelse med lang ventetid).
Med andre ord, er medicinsk turisme eller medicinske rejser en rejse til udlandet for at medicinsk behandling, tandlægebehandling og operationer af en eller anden art, herunder skønhedsoperationer. Begrebet medicinsk turisme blev oprindelig påhæftes denne form for rejser af medier og rejsearrangører i fællesskab for at sammenfatte alle de mange mere eller mindre individuelle sundhedsmæssige og sygdoms- og behandlingsmæssige rejseløsninger.
Rejsernes fritids-, afslapnings- og oplevelseskomponenter er ofte inkluderet i forbindelse med en udvidelse af behandlingen med en periode med rekreation. Dette er ikke mindst anbefalelsesværdigt i forbindelse med komplicerede operationer såsom knæ- og hofteoperationer, hjerteoperationer, kompliceret tandbehandling og forskellige former for kosmetiske operationer (ansigt, bryster, fedtsugning, m.m.).
Blandt de lande, der er attraktive i en dansk sammenhæng kan bl.a. nævnes Sverige, Polen og Ungarn i forbindelse med bl.a. tandbehandling. Thailand er attraktivt i forbindelse med en lang række mere komplicerede operationer og behandlinger, ligesom klimaet er behageligt under en evt. efterfølgende rekreation. Også lande som Tyrkiet og Indien er på vej til at blive populære rejsemål for den medicinske turist, ikke mindst i kraft af forekomsten af et stort antal højt uddannede læger kombineret med at lavt omkostningsniveau.